# Fare!
Fare! est un parti politique italien de centre droit basé en Vénétie et fondé le 21 juillet 2015.
Le parti est dirigé par Flavio Tosi, l'ancien maire de Vérone et ancien membre de la Liga Veneta (en)-Ligue du Nord qui en a été expulsé. Se sont joints à Fare! trois députés (Matteo Bragantini (it), Roberto Caon (it), Emanuele Prataviera (it)) et trois sénateurs (Patrizia Bisinella (it), Raffaela Bellot (it), Emanuela Munerato (it)). En septembre  un quatrième député joint le parti : Marco Marcolinn (it).